# La Pellerine, Maine-et-Loire

La Pellerine este o comună în departamentul Maine-et-Loire, Franța. În 2009 avea o populație de 159 de locuitori.